# Liste der Träger des Verdienstordens des Landes Rheinland-Pfalz/2015
Im Jahr 2015 wurden folgende Personen mit dem Verdienstorden des Landes Rheinland-Pfalz geehrt:
| Ordensträger         | Lebensdaten | Wohnort             | Wirken |
| -------------------- | ----------- | ------------------- | --- |
| Otto Boehringer      |             | Ingelheim am Rhein  | |
| Karin Burgemeister   |             | Lampertheim         | |
| Eberhard Cherdron    | * 1943      | Speyer              | evangelischer Theologe, von 1998 bis 2008 Kirchenpräsident der Evangelischen Kirche der Pfalz (Protestantische Landeskirche) |
| Michael Dietzsch     | * 1940      | Bitburg             | Unternehmer |
| Hans-Dieter Gassen   |             | Brey                | |
| Elisabeth Gateff     |             | Mainz               | |
| Michael Geiger       |             | Landau in der Pfalz | |
| Rita Lanius-Heck     |             | Oberwesel           | |
| Lotte Pfeffer-Müller |             | Ludwigshöhe         | |
| Elmar Rettinger      |             | Nieder-Olm          | |
| Dieter Römheld       |             | Mainz               | |
| Gerhard Trabert      | * 1956      | Selzen              | Arzt für Allgemeinmedizin und Notfallmedizin, Professor für Sozialmedizin und Sozialpsychiatrie sowie Buchautor              |